# 해성 (프로게이머)
해성(본명: 해성호, 2000년 5월 14일 ~ )는 대한민국의 리그 오브 레전드 프로게이머로 아이디는 HaeSeong이다. 포지션은 미드라이너이다. 리그 오브 레전드 프로게이머인 제트의 친동생으로 알려져 있다.

## 선수 생활
2019년 6월 5일 APK 프린스에 입단하면서 프로 커리어를 시작했다. 서머 시즌 APK가 챌린저스 4위를 하는데 기여했다. 
2020시즌에는 로스터에 포함되지 않았다. 2020년 11월 16일, 설해원 프린스가 해체되면서 팀을 퇴단했다.

## 소속팀
| # | 팀명       | 소속 기간             | 소속 리그 | 비고 |
| - | ---------- | --------------------- | --------- | ---- |
| 1 | APK 프린스 | 2019.06.05~2020.11.16 | CK LCK    |      |